# Ratina (Kraljevo)
Pour les articles homonymes, voir Ratina.
Ratina (en serbe cyrillique : Ратина) est une localité de Serbie située sur le territoire de la ville de Kraljevo, district de Raška. Au recensement de 2011, elle comptait 3 190 habitants.
Ratina est officiellement classée parmi les villages de Serbie.

## Démographie

### Évolution historique de la population
| 1948  | 1953  | 1961  | 1971  | 1981  | 1991  | 2002  | 2011  |
| ----- | ----- | ----- | ----- | ----- | ----- | ----- | ----- |
| 1 151 | 1 239 | 1 250 | 1 780 | 2 364 | 2 772 | 2 715 | 3 190 |

|  |